# 마이클 샌델
마이클 샌델(영어: Michael J. Sandel, 1953년 3월 5일 ~ )은 미국의 정치철학자이다. 그는 온라인 수강이 가능한 하버드 교육 강의 'Justice'로 익히 알려진 바 있으며, 존 롤스(John Rawls)의 정의론(A Theory of Justice)’을 비판한 ‘자유주의와 정의의 한계(Liberalism and the Limits of Justice)’(1982년)를 발표하면서 세계적인 명성을 얻었다. 오늘날 대표적인 공동체주의자, 공화주의자이며 자유주의에 대한 비판가로 유명하다. 현재 그의 저서를 통해 공동체주의적 공화주의라는 새로운 정치 이론을 표방하고 있다. 그는 현재 미국 예술 및 과학 아카데미(the American Academy of Arts and Sciences)의 특별 연구원으로 선출되어 활동하고 있으며, 미국 하버드 대학 교수로 재임 중이다.

## 경력

### 공부
미국 미네소타주의 최대의 도시인 미니애폴리스에서 유태인 집안의 첫 번째 아들로 태어났다.
1975년에 파이·베타·카파의 회원으로 브랜다이스 대학교를 졸업하고, 로즈 장학금으로 영국 옥스퍼드 대학교 베일리얼 칼리지에서 찰스 테일러의 지도를 받으며 박사 학위를 얻었다.

### 사상

#### 철학적 관점
존 롤스의 《정의론》을 정면으로 비판하면서 명성을 얻은 그는, 자유주의자들의 개인에 대한 추상적 이해는 본래의 인간성과는 거리가 먼 왜곡된 인식이라고 말한다. 사회적 연대와 시민적 덕목을 강조하는 공동체주의를 주장한다.

#### 강의
하버드 대학에서 "Justice"라는 과목을 20여 년간 맡고 있으며 만여 명이 넘는 학생들이 수강해 하버드 역사상 가장 많은 학생들이 들은 강좌 중 하나로 손꼽히고 있다. 2007년 가을 학기에는 1,115명의 학생이 수강하였고, Harvard Extension School 을 통해 온라인으로도 제공되었다. 현재 하버드 로스쿨에서 "Ethics, Economics and the Law"라는 세미나 과목도 지도하고 있다.

#### 한국강연
2005년에는 대한민국을 방문하여 한국철학회의 주최로 열린 다산기념 철학 강좌에서 '시장의 도덕적 한계', '자유주의와 무연고적 자아' 등의 강연을 한 바 있다. 그는 강연에서 "돈으로 살 수 없는 것과 살 수 있는 것"이 철학적으로 구분된다. 시장논리가 확장되어가고 있는 오늘날에도, 돈으로 살 수 없는 것이 존재하며 이러한 가치들에까지 시장논리가 침범해서는 안 된다"고 역설했다.
2010년에는 아산정책연구원에서 샌델 교수를 초청, 서울 경희대학교 평화의전당에서 공개 강연을 열었다.
마이클 샌델 교수가 한국을 방문한 이유 중에 하나는 그가 출간한 '정의란 무엇인가'가 두 달만에 25만부의 판매고를 기록하면서 사회적인 반향을 일으킨 것에 기인하는데 특히 주요 독자가 40대였다. 국내 도서 관련 업체에서는 "특히 쉽게 쏠림현상이 나타나지 않는 전통적인 40대 인문독자의 관심을 끌만큼 사회적인 반향을 일으켰다"고 전했다.

#### 정의란 무엇인가?
2009년작인 《정의란 무엇인가》가 2010년 대한민국에 번역되어 인문학 서적으로는 베스트셀러 1위를 차지하여 화제가 되었다. KBS의 책읽는밤에서는 샌델의 이 책을 다루면서 2010년 대한민국에서 왜 다시 정의가 논의되고 있는지에 대한 배경과 책의 의미에 관해 패널들이 토론을 나눴다. 2011년 4월, 대한민국 판매량 100만부를 돌파했다. 1990년대 이후로 인문학 서적의 판매량이 꾸준히 줄었으며, 교양인문학 서적으로는 이례적인 일이다. 영미권에서는 10만부 이하로 저조한 판매량을 보였으나, 유독 일본과(60만부) 대한민국에서 많이 팔렸다. 정의를 판단하는 세가지 기준으로는 행복, 자유, 미덕을 들 수 있다. 즉, 정의가 사회 구성원의 행복에 도움을 줄 수 있는지, 혹은 사회 구성원 각각의 자유로움을 보장할 수 있는지, 아니면 사회에 좋은 영향으로 끼쳐야 하는지로 정의로움을 결정할 수 있다. 시장경제 체제에서 각각의 판단방식은 그 장점과 단점이 존재한다. 책은 일상 생활에서 발생하는 각종 사례와 역사적인 철학가들의 가르침을 통해 각각의 정의로움에 대한 판단을 보여준다. 마지막으로 공동체주의를 정의와 연결한다.

## 저서
그가 출판한 저서는 다음과 같다.
- 《자유주의와 정의의 한계》(Liberalism and the Limits of Justice) - 1982년 작
- 《민주주의의 불만》(Democracy's Discontent) - 1996년 작
- 《공공 철학》 (Public Philosophy) - 2005년 작
- 《완벽함에 대한 반론》 (The Case Against Perfection) - 2007년 작
- 《정의란 무엇인가》(Justice: What's the Right Thing to Do?) - 2009년 작 ISBN 978-89-349-3960-3
- 《왜 도덕인가》 ISBN 978-89-475-2775-0
- 《생명의 윤리를 말하다》 ISBN 978-89-7297-630-1
- 《공동체주의와 공공성》 ISBN 978-89-7775-652-6
- 《돈으로 살 수 없는 것들》 - 2012년 작[6]
- 《공정하다는 착각》 - 2020년 작

다른 언어
- 마이클 J. 샌델, Plädoyer gegen die Perfektion (German), Berlin University Press, (1, 1, 2008), ISBN 978-3-940432-14-8
- 마이클 J. 샌델 and Maria Luz Melon, El Liberalismo y los Limites de la Justicia (Filosofia del Derecho) (Spanish), Gedisa Editorial, (11, 2000), ISBN 978-84-7432-706-9
- 마이클 J. 샌델, これからの「正義」の話をしよう――いまを生き延びるための哲学(Japanese),早川書房, (5, 5, 2010), ISBN 978-4-15-209131-4; translation of "Justice: What's the Right Thing to Do?", Farrar, Straus and Giroux, (9, 15, 2009)

## 같이 보기
- 미국 철학